# Wright Flyer
O Wright Flyer (também frequentemente referenciado como Flyer I ou 1903 Flyer) foi a primeira aeronave construída pelos Irmãos Wright. Eles voaram supostamente com ele por quatro vezes em 17 de Dezembro de 1903, próximo à Kill Devil Hills, Carolina do Norte, cerca de 6,4 km ao Sul de Kitty Hawk, Estados Unidos. Hoje a réplica com partes originais da aeronave está em exibição no Museu do Ar e Espaço em Washington, D.C.
A Smithsonian Institution, descreve a aeronave como: "...a primeira máquina motorizada, mais pesada que o ar a conseguir um voo sustentado e controlado com um piloto a bordo". A Fédération Aéronautique Internationale descreveu o voo de 1903 durante o 100º aniversário em 2003 como "o primeiro voo motorizado, sustentado, controlado e motorizado de uma máquina mais pesada que o ar."

## Projeto e construção

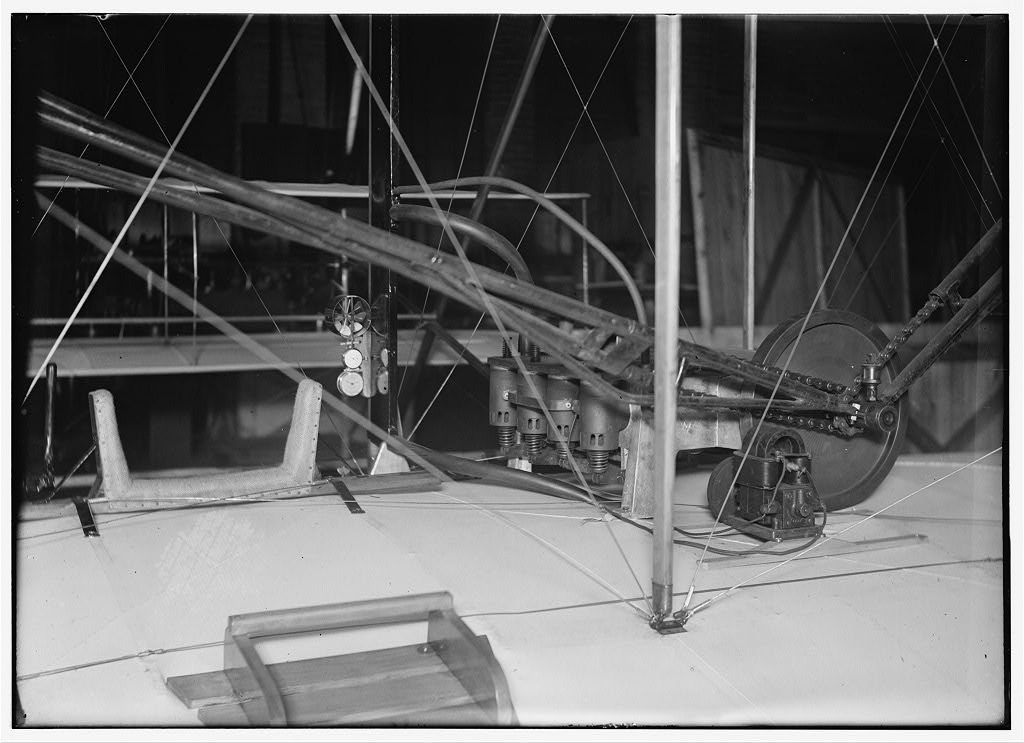
Close do motor do Flyer
reconstituído em 1928.

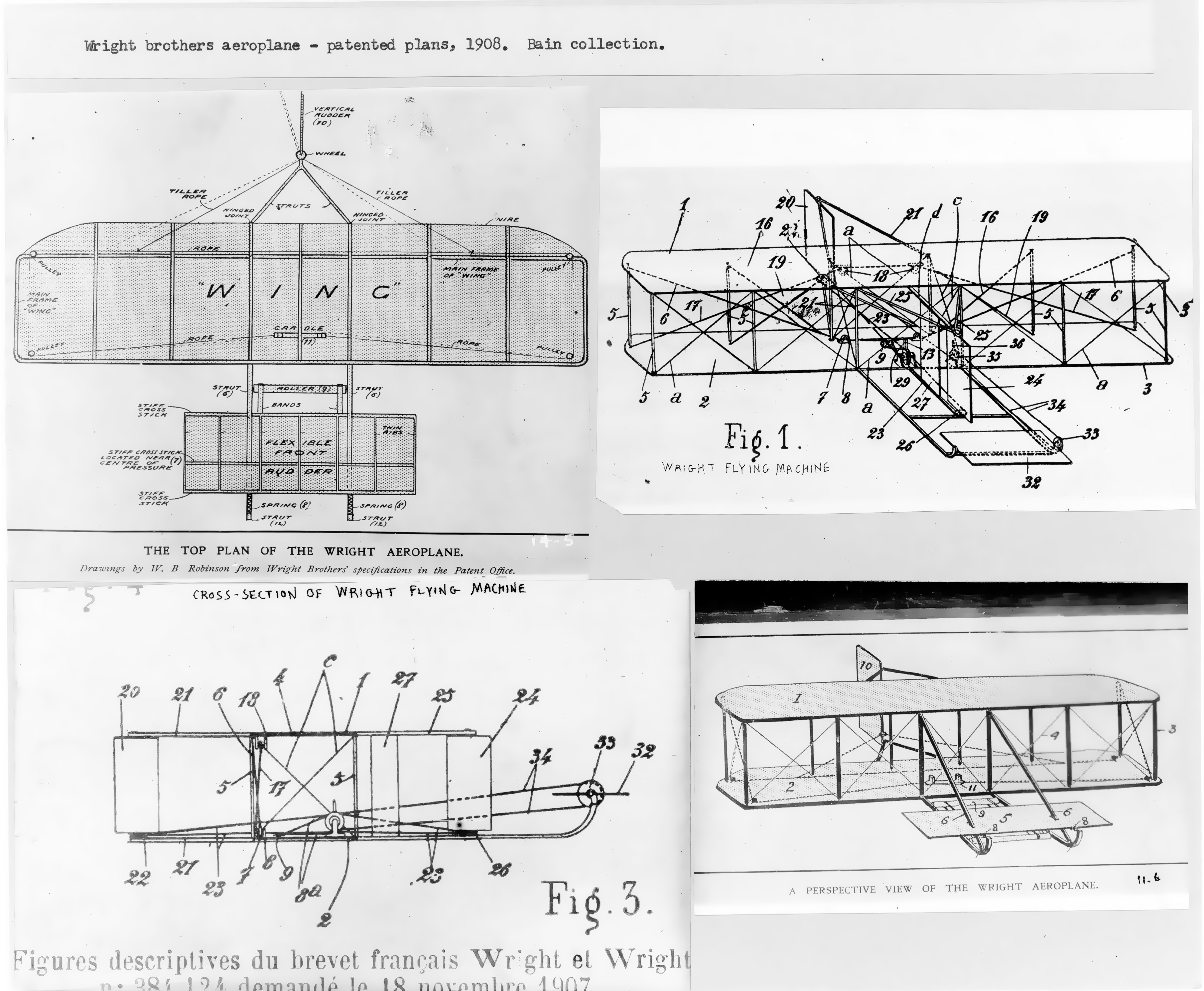
Esquemas para a patente.

O Flyer era baseado na experiência adquirida pelos irmão Wright testando planadores entre 1900 e 1902. O seu último planador, o planador de 1902, inspirou diretamente o desenho do Flyer.
Os Wright construíram a aeronave em 1903 usando madeira de Picea como matéria prima. As asas foram desenhadas com um arqueamento de 1-em-20. Como eles não encontraram um motor de automóvel leve o suficiente para a tarefa, eles atribuíram ao seu empregado Charlie Taylor a tarefa de construir um completamente novo. Uma corrente semelhante às de bicicletas, acionava as duas hélices que também foram projetadas e construídas por eles, à mão.
O Flyer era um biplano em configuração canard. Assim como com os planadores, o piloto voava deitado de bruços sobre a asa inferior com a sua cabeça em direção à frente da aeronave numa tentativa de diminuir o arrasto. Ele pilotava movimentando uma espécie de "berço" preso ao seu quadril. Esses controles puxavam cordões que arqueavam as asas e viravam o leme simultaneamente.
A "pista de decolagem" do Flyer era um trilho composto de ripas de madeira de formato e medidas padronizados, que os irmãos apelidaram de "Junction Railroad" algo como "ferrovia de juntas", sendo obrigatório o uso para o voo do modelo.

### Estabilidade do Flyer
O Flyer foi concebido com os controles em configuração canard, pois os Wright estavam mais preocupados com controle do que com estabilidade.
No entanto ele se mostrou tão instável que se tornou difícil de controlar. Depois do primeiro voo, um lastro foi colocado no nariz da aeronave para mover o centro de gravidade mais para a frente e reduzir a instabilidade de arfagem. No entanto, as bases da instabilidade de arfagem da configuração canard não eram compreendidas pelos irmãos Wright. F.E.C. Culick declarou, "O estado de atraso em geral da teoria e conhecimento dos mecanismos de voo os incomodava... De fato, o maior obstáculo de conhecimento foi a razão básica do seu erro ao escolher a configuração canard".

## Tentativas de voo em Kitty Hawk
No seu retorno à Kitty Hawk em 1903, os Wright completaram a montagem do Flyer enquanto praticavam com o planador de 1902. Em 14 de Dezembro eles se sentiram prontos para a primeira tentativa de voo motorizado. Com a ajuda de alguns membros da equipe de salva vidas local, levaram o Flyer e a sua rampa de lançamento para o declive de uma duna próxima (em Kill Devil Hills), com a intenção de fazer uma decolagem facilitada pela gravidade. os irmãos jogaram "cara ou coroa" para decidir quem seria o primeiro a pilotar e Wilbur venceu. A aeronave deixou o trilho, mas Wilbur puxou o controle de forma muito brusca, estolou e caiu, sem grandes danos.
Os reparos depois da primeira tentativa de voo levaram três dias. quando eles estavam prontos novamente em 17 de Dezembro, o vento estava a mais de 32 km/h, assim sendo, os irmãos montaram o trilho em terreno nivelado apontando para o vento próximo ao seu acampamento. Desta vez, ao invés de um lançamento inclinado, o vento forneceria a velocidade do ar necessária para a decolagem. Como Wilbur ganhou o primeiro sorteio, Orville tomou o lugar de piloto. O seu primeiro voo durou 12 segundos para uma distância total de 36,5 m - menos que a envergadura de asa de um Boeing 747, como foi comentado em 2003 na comemoração do centenário do primeiro voo.

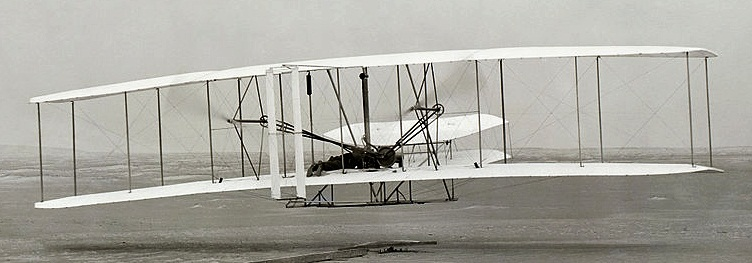
Recorte com qualidade melhorada da foto original do primeiro voo do Flyer.

Em rodízio, os irmãos Wright fizeram quatro voos curtos em baixa altitude naquele dia. A rota dos voos foi essencialmente reta; curvas não foram tentadas. Cada voo terminou num "pouso" em forma de queda não intencional. O último voo, conduzido por Wilbur percorreu 260 m em 59 segundos, bem mais que os três primeiros de 36, 53 e 61 m respectivamente. O "pouso" do último voo quebrou o profundor frontal, que os irmãos Wright esperavam consertar para um possível voo de 6 km até a vila de Kitty Hawk. Logo depois no entanto, uma rajada de vento fez o Flyer capotar várias vezes, causando estragos além de qualquer esperança de reparo rápido. Ele nunca voou novamente.

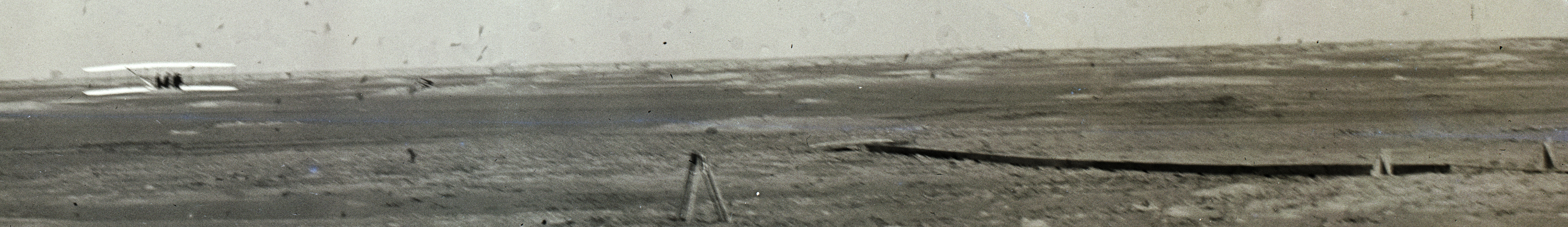
O Flyer I no seu último voo em 17 de Dezembro de 1903. A historiadora Carroll F. Gray escreveu sobre esta foto da Biblioteca do Congresso: "Esta fotografia exibe uma vista distante da aeronave Wright logo depois do pouso,
obtida do ponto de partida". (Essa imagem é um recorte da original)

Em 1904, os Wright continuaram refinando seus desenhos e técnicas de pilotagem de forma a obter um voo totalmente controlado. Um grande progresso rumo a esse objetivo foi obtido com o Wright Flyer II em 1904 e um progresso ainda maior com o Wright Flyer III em 1905, no qual Wilbur fez um voo circular de 39 minutos ininterrupto percorrendo 39 km, em 5 de Outubro. Enquanto o Flyer de 1903 é um veículo de teste de grande importância histórica, o seu status de promoção no imaginário do público obscureceu o papel dos seus dois sucessores no desenvolvimento contínuo que levou os Wright a dominar a ciência do voo controlado em 1905.

## A influência do Flyer

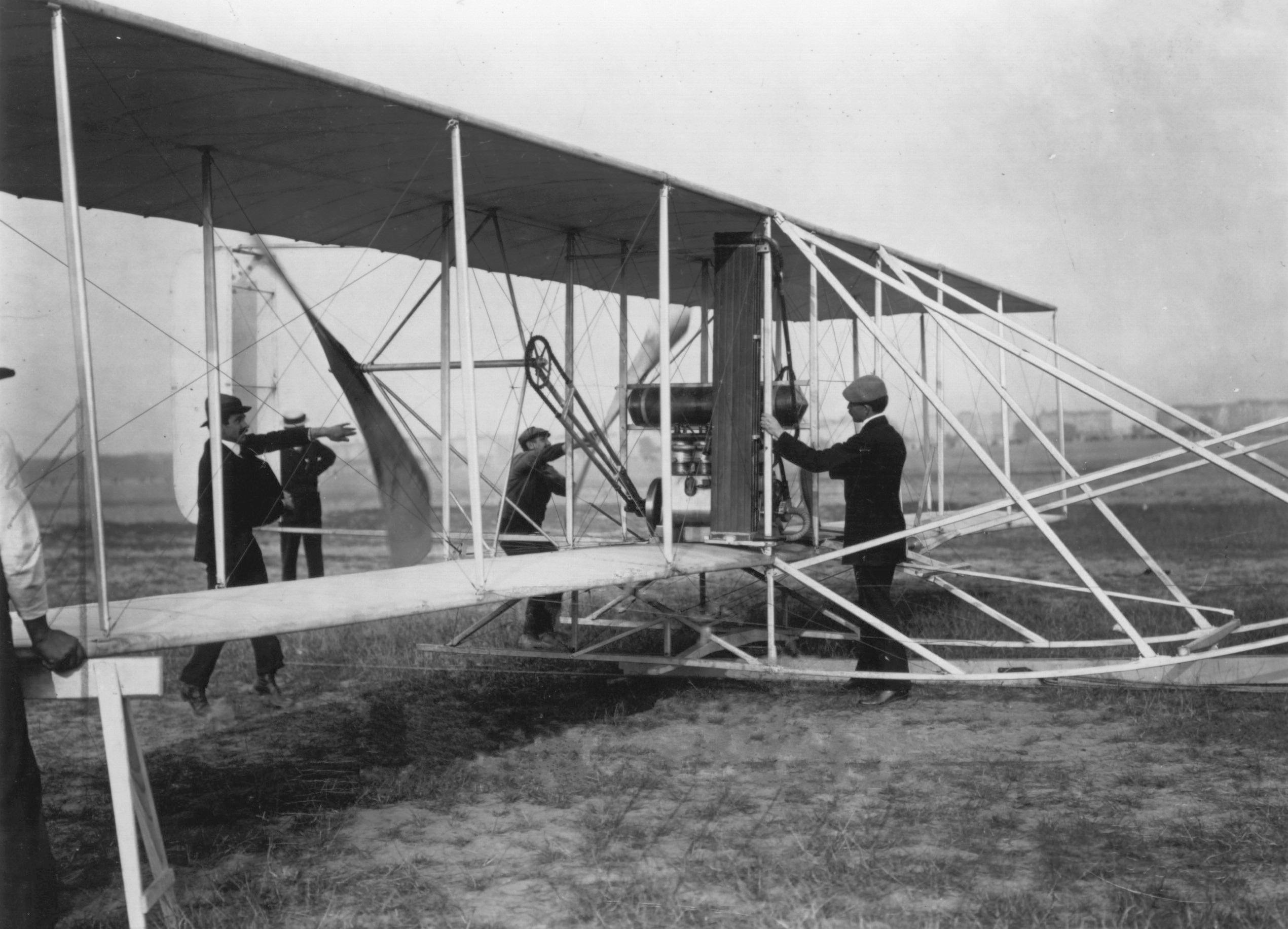
Orville Wright com um Wright Model A no
Campo de Tempelhof em Berlin, 1909.

A série Flyer de aeronaves foram as primeiras a conseguir voos controlados de aeronaves mais pesadas que o ar, mas algumas das técnicas mecânicas que os Wright usaram para atingir esse objetivo, não chegaram a influenciar o desenvolvimento da aviação como um todo, no entanto, as suas conquistas teóricas sim, foram de grande influência no desenvolvimento da aviação.

### O Flyer depois de Kitty Hawk
Depois dos voos do Flyer, os irmãos Wright retornaram ao lar em Dayton para o Natal de 1903. Enquanto eles abandonaram os planadores, eles perceberam o significado histórico do Flyer. Eles o empacotaram e enviaram para Dayton, onde ele permaneceu embalado por nove anos. ele ficou submerso na Grande enchente de Dayton em Março de 1913.
Segundo um artigo de Charlie Taylor em 1948, o gerente da equipe de exibição dos Wright, Roy Knabenshue, chegou a conversar com Wilbur em 1912, que levantou a hipótese de o Flyer ser queimado, mas foi convencido a mantê-lo por motivos históricos.

### O debate com a Smithsonian

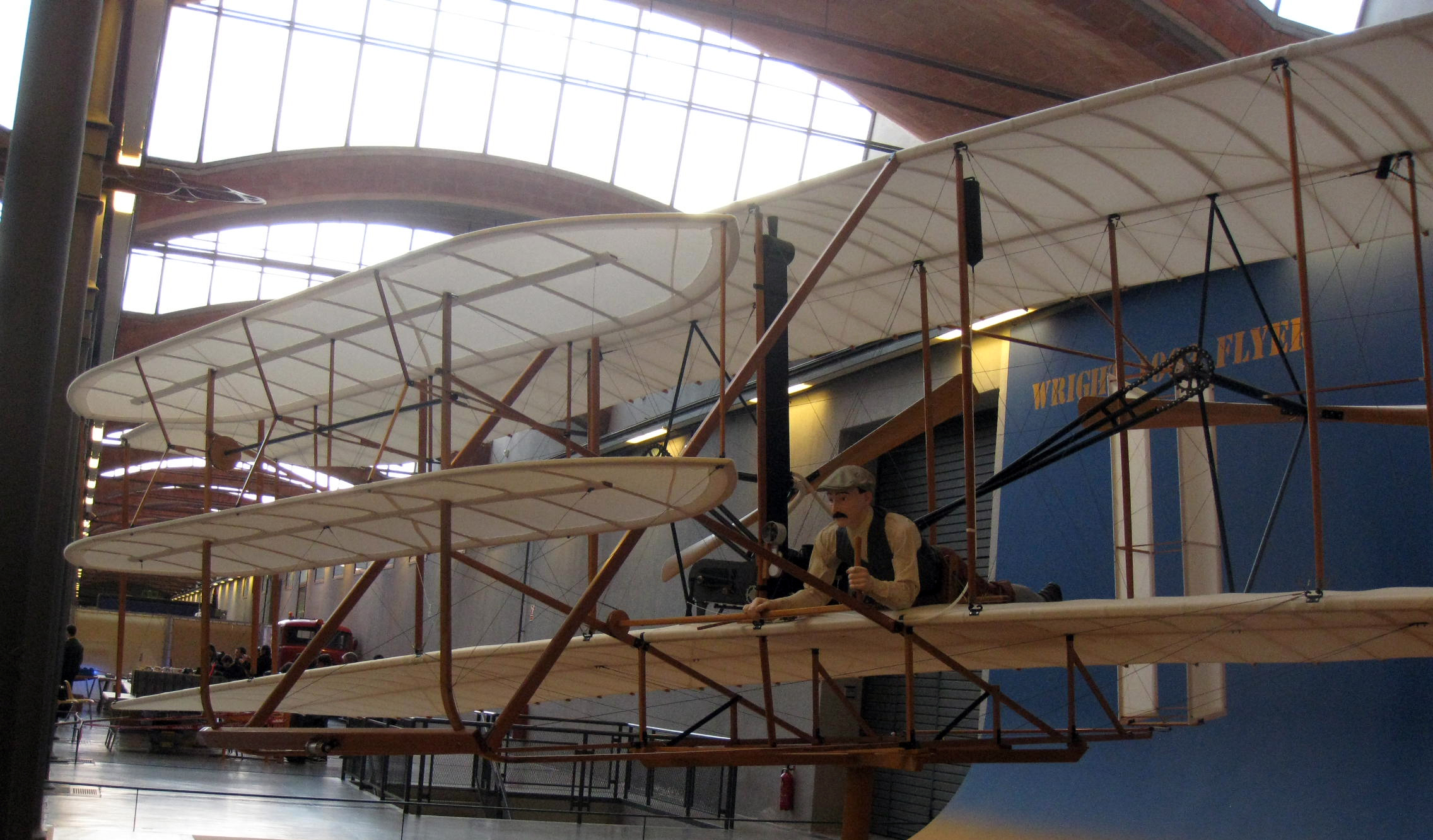
O Flyer em exibição na Smithsonian Institution em Washington, D.C.

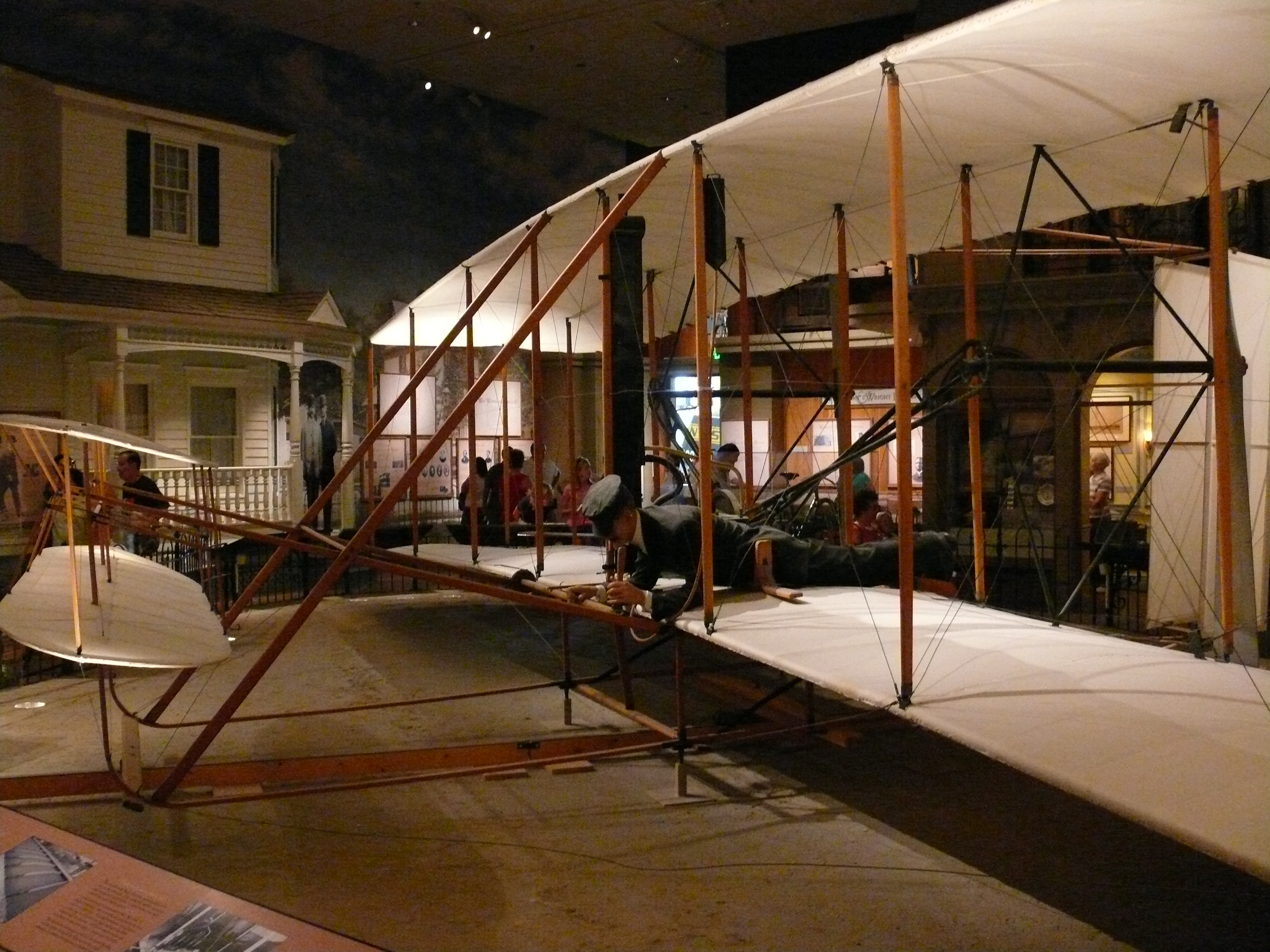
Outra vista do Flyer em exibição na Smithsonian Institution.

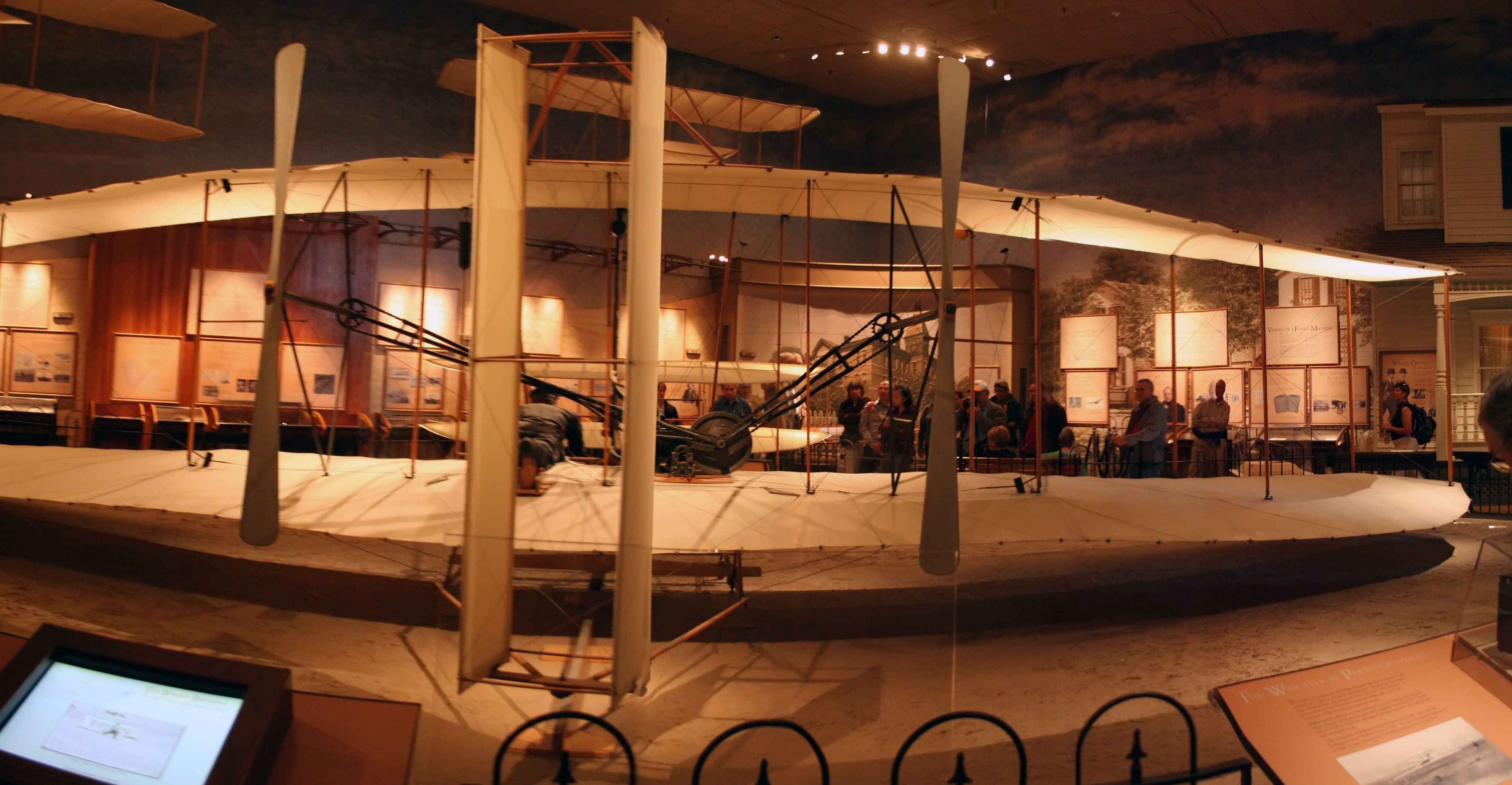
Vista da traseira do Flyer em destaque o leme e as hélices.

O então secretário da Smithsonian Institution, Charles Walcott, se recusava a dar o crédito desse primeiro voo aos irmãos Wright. Em vez disso, ele concedeu a honra ao secretário anterior (seu amigo) Samuel Langley, que em 1903 testou o seu Langley Aerodrome no rio Potomac sem sucesso. Em 1914 Glenn Curtiss, testou com sucesso uma versão bastante modificada daquela aeronave no Lago Keuka, dando à Smithsonian a base para reivindicar que aquela foi a primeira máquina mais pesada que o ar com "capacidade" de voo tripulado. Devido a essa disputa e as batalhas de patentes já em curso, essa primazia se tornou uma disputa política e acadêmica.
Em 1925, Orville tentou persuadir a Smithsonian a reconhecer as realizações dele e do irmão, oferecendo o Flyer ao Science Museum, em Londres. Essa tentativa não surtiu o efeito desejado e a aeronave foi enviada à Londres em 1928. Ele permaneceu lá num "lugar de honra", exceto durante a Segunda Guerra Mundial quando ele foi removido para um depósito subterrâneo a 100 km de Londres.

Em 1942, sob a administração de um novo secretário, Charles Abbot, a Smithsonian Institution,  publicou uma lista das modificações feitas por Curtiss no Aerodrome e uma retratação sobre a antiga reivindicação em relação àquela aeronave. No ano seguinte, depois de trocar várias cartas com Abbott, Orville, concordou em retornar o Flyer para os Estados Unidos. O Flyer no entanto, permaneceu no museu de Londres até que uma cópia fosse feita baseada no original. Essa mudança de atitude da Smithsonian também foi alvo de controvérsia – o Flyer foi vendido à Smithsonian sob várias condições contratuais, numa das quais se lê:
"Nem a Smithsonian Institution ou seus sucessores nem qualquer museu ou outra agência, birô ou instalação, administrada pelos Estados Unidos da América, pela Smithsonian Institution ou seus sucessores, podem publicar ou permitir ser exibida uma declaração ou identificação ligada à ou a respeito de qualquer modelo de aeronave ou desenho de data anterior ao da aeronave Wright de 1903, afirmando que tal aeronave era capaz de carregar um homem por seus próprios meios em um voo controlado."
Os autores: O'Dwyer e Randolph afirmam que essa cláusula fornece um forte incentivo para que a Smithsonian se abstenha de reconhecer qualquer voo de aeronave tripulada, motorizada e controlada de antes do voo dos Wright de 17 de dezembro de 1903.
A devolução oficial do Flyer para o American Civil Air Attache ocorreu em 1948 numa cerimônia presenciada por vários representantes de entidades aeronáuticas do Reino Unido e alguns pioneiros da aviação, como Sir Alliott Verdon-Roe. Naquele mesmo ano, o Flyer retornou aos Estados Unidos a bordo do Mauretania. Quando o navio aportou em Halifax, Nova Escócia, Paul E. Garber do "Smithsonian National Air Museum" encontrou o avião e cuidou dos procedimentos. O resto do caminho até Washington contínuo por caminhão com o apoio do governador local John A. D. McCurdy.

## Especificação
- Características gerais:
  - Tripulação: um
  - Comprimento: 6,43 m
  - Envergadura: 12,31 m
  - Altura: 2,74 m
  - Área da asa: 47 m²
  - Peso vazio: 274 kg
  - Peso na decolagem: 338 kg
  - Motor: 1 x Wright Horizontal 4 de 4 cilindros em linha refrigerado à água, 12 hp, 77,3 kg
  - Hélice: 2 x Wright elíptica de 2.59 m, cada uma esculpida para girar num sentido
- Performance:
  - Velocidade máxima: 48 km/h
  - Teto de serviço: 9 m
  - Carga alar: 7 kg/m²
  - Peso/potência: 30 W/kg